# Kirgisische Kombinierte-Pyramide-Meisterschaft
Die kirgisische Kombinierte-Pyramide-Meisterschaft ist ein unregelmäßig ausgetragenes Billardturnier in Kirgisistan in der Disziplin Kombinierte Pyramide.
Sailan Adamow, Dastan Lepschakow und Arsen Kalenbajew wurden jeweils einmal kirgisischer Meister.

## Die Turniere im Überblick
| Jahr | Kirgisischer Meister | Ergebnis | Finalist          | Halbfinalisten 1  |
| ---- | -------------------- | -------- | ----------------- | ----------------- |
| 2009 | Sailan Adamow        | 5:1      | Dschyldys Mamedow | Nurbek Eschbajew  |
| 2009 | Sailan Adamow        | 5:1      | Dschyldys Mamedow | Wladimir Schegai  |
| 2015 | Dastan Lepschakow    | 6:5      | Keldi Ismailow    | Sailan Adamow     |
| 2015 | Dastan Lepschakow    | 6:5      | Keldi Ismailow    | Nasim Achmedow    |
| 2020 | Arsen Kalenbajew     | 5:1      | Kanat Sydykow     | Kubat Kuschbakow  |
| 2020 | Arsen Kalenbajew     | 5:1      | Kanat Sydykow     | Adilet Mursabajew |

## Rangliste
| Platz | Spieler           | Gold | Silber | Bronze |
| ----- | ----------------- | ---- | ------ | ------ |
| 1     | Sailan Adamow     | 1    | 0      | 1      |
| 2     | Dastan Lepschakow | 1    | 0      | 0      |
| 2     | Arsen Kalenbajew  | 1    | 0      | 0      |